# Добровляны (Стрыйская городская община)
Добровляны (укр. Добрівляни) — село в Стрыйской городской общине Стрыйского района Львовской области Украины.
Население по переписи 2001 года составляло 828 человек. Занимает площадь 13,8 км². Почтовый индекс — 82426. Телефонный код — 3245.